# 소설 북의
《소설 북의》는 2014년 21세기북스에서 출간한 책으로, SBS 월화드라마 《닥터 이방인》의 원작 소설이다. 《소설 북의》는 2012년 한국콘텐츠진흥원 <대한민국 스토리 공모대전> 수상작인 <북의>를 소설화한 작품이다.

## 줄거리소개
이야기는 주인공 박훈이 아내와 함께 탈북한 뒤 중국에서 남한으로 오기 직전의 상황으로부터 시작된다. 6개월 간 숨죽여 기다려온 남한으로의 여정이 한순간 물거품으로 사라지게 되고, 아내는 북한으로 다시 압송되는 절망적인 상황이 벌어진다. 이후 박훈은 홀로 남한으로 오게 된다. 의사로서의 삶을 포기하고 폐인처럼 살아오던 그에게 괴짜 노인 외과의 노태수가 10억이라는 파격적인 조건으로 10회의 ‘세이버 수술’을 성공해줄 것을 제안한다. ‘세이버 수술’은 성공률 0.1%의 초고난이도 심장 좌심실 재건술. 아내를 북에서 데려오기 위해 박훈은 이 무모한 도전을 시작한다.

## 목차

### 1권
- 프롤로그
- 제1부 슬픈 악어새
- 제2부 심장은 또 하나의 생명

### 2권
- 제3부 그 누구도 아닌 나를 위해
- 제4부 깊은 저녁의 이야기들
- 제5부 구원(救援)
- 에필로그 : 2년 후
- 끝맺음